# Morlang
Morlang is een Nederlandse speelfilm van Tjebbo Penning uit 2001.
Het verhaal is gebaseerd op de waar gebeurde 'Van Bemmelen zaak'. Succesvol kunstfotograaf Julius Morlang (Paul Freeman) woont in Ierland samen met zijn jonge vriendin Ann (Susan Lynch). Nog steeds verwerkt hij de dood van zijn recent overleden vrouw Ellen (Diana Kent) als hij op een dag haar stem op zijn antwoordapparaat hoort. Langzaam ontrafelt zich de kille waarheid. Flarden flashbacks laten zien hoe Morlang twee jaar eerder, in Nederland, zijn muze Ellen op handen draagt, tot een gevierde jonge kunstenaar in beeld verschijnt, hoe zijn galeriehouder hem het bloed onder de nagels vandaan haalt en Ellen ten slotte ten onder gaat aan een ongeneeslijke ziekte. Morlang maakt een levensbepalende keuze.